# Арабы-христиане
Ара́бы-христиа́не (араб. مسيحيون عرب‎) — религиозное меньшинство в Арабском мире. Говорят на различных христианско-арабских диалектах, которые имеют отличия от диалектов арабов-мусульман и арабоязычных евреев. Арабы-христиане издавна проживают в странах Ближнего Востока и Северной Африки, в новейшее время наблюдается отток христианского населения этих регионов в страны Европы, Северной и Южной Америки.

## Конфессиональная принадлежность
Всего на Ближнем Востоке и в Северной Африке существуют 28 христианских конфессий, насчитывающих около 15 миллионов верующих. Это копты, православные (принадлежат к Антиохийской православной церкви, Иерусалимской православной церкви, Александрийской православной церкви), марониты (многие марониты, несмотря на то, что говорят на арабском языке, считают себя не арабами, а потомками древних финикийцев), мелькиты, халдеи, сиро-яковиты, католики, протестанты, сиро-католики, приверженцы Ассирийской церкви Востока. Больше всего арабов-христиан Ближнего Востока проживают в Египте, Ливане и Сирии.

## Численность
В настоящее время численность арабов-христиан, живущих в арабских странах, постоянно уменьшается, а их численность в США, Канаде, Австралии и странах Западной Европы (в основном Франция и Великобритания) растёт. В частности, в США проживает около 4 миллионов выходцев из арабских стран, и подавляющее большинство из них — это арабы-христиане. Существуют также крупные общины арабов-христиан в странах Латинской Америки. Прежде всего это Аргентина, где проживает, по разным оценкам, от полумиллиона до миллиона арабов-христиан. Также крупные общины арабов-христиан имеются в Бразилии, Уругвае и Венесуэле и в некоторых странах Африки (в частности в Нигерии).
В начале XX века христиан на Ближнем Востоке было до четверти населения. В 2010 году эта цифра составляла уже не более 5 %, что составляет около 15 млн человек (8 млн из них составляли копты). Так, если в Сирии в начале XX века христиане составляли примерно трети населения, то к 2020 году их было более 8 — 10 %. В Ливане в 1932 году было 55 % христиан, а по данным 2005 года — лишь около 34 %.
Ещё в 70-х годах XX века арабы-христиане (в первую очередь марониты) составляли большинство населения Ливана. В настоящее время их численность не превышает миллиона человек. Значительная община арабов-христиан проживает в Сирии, есть они и в Израиле, и в Иордании. В Ираке по данным на 1990 год проживал 1 миллион христиан. В настоящее время (2005 год) — чуть более полумиллиона.
Причин стремительного уменьшения доли христианского населения в арабских странах две. Первая из них — это значительно более низкая рождаемость в среде европеизированных арабов-христиан по сравнению с их мусульманскими соотечественниками. В частности, из Израиля никогда не было сколько-нибудь заметной эмиграции арабов-христиан, но тем не менее их доля в численности арабского населения страны быстро сокращается. К моменту возникновения государства Израиль пропорция христиан и мусульман среди арабского населения этой страны составляла 26,4 %, то есть один к четырём. В 2000 году арабы-христиане составляли около 7 % арабского населения Израиля — это около 120,000 человек, к 2018 году число арабов-христиан в Израиле составилo 1,3 % от всего населения Израиля 134,130 человек. На Западном берегу реки Иордан и в секторе Газе, из которых наблюдается массовая эмиграция арабов-христиан, сокращение их доли более внушительное. В секторе Газа и на Западном берегу реки Иордан число христиан уменьшилось за 50 лет с 22 % от общего количества арабов до 1—2 % и продолжает постоянно сокращаться. Если до «мирных» соглашений в Осло 1993 года, передавших Вифлеем под власть «Палестинской автономии», арабы-христиане составляли в Вифлееме большинство, то сегодня их — менее трети жителей. В 1999 году, до интифады Аль-Акса, консульство США в Восточном Иерусалиме выдало 668 иммиграционных виз, в 2000-м — почти в два раза больше — 1089. Подавляющее большинство отъезжающих — арабы-христиане (см. палестинцы-христиане).

## Галерея
- Арабско-христианские женщины в Вифлееме, ок. 1900 г.
- Або Тбилисский, покровитель Тбилиси
- Св. Марон
- Иоанн Дамаскин, один из Отцов Церкви (греческая икона)
- Исаак Сирин, один из Отцов Церкви
- Мариам Баоуарди, католическая святая
- Шарбель Махлуф, католический святой
- Кладбище арабов-христиан в Хайфе
- Интерьер церкви в Мосуле, 1852 г.
- Греческая православная церковь во время снежной бури в Аммане, Иордания
- Мозаика с изображением Богородицы с арабским текстом, Сайданайский монастырь, греческая православная церковь в Сайедная, Сирия
- Михаил Мишака, Сирийский учёный